# Geschiedenis van de westerse filosofie
De geschiedenis van de westerse filosofie heeft betrekking op de filosofische tradities van de westerse wereld. Hiermee wordt van oudsher Europa bedoeld en later kwam de Nieuwe Wereld met Noord- en Zuid-Amerika daarbij. De westerse filosofie begon vorm te krijgen vanaf de zevende eeuw voor het begin van de gangbare jaartelling en is voor een belangrijk deel geworteld in de cultuur van het klassieke Griekenland en het Romeinse Rijk- net als de Arabische filosofie – en in de religies van het westen, voornamelijk het christendom. Ze kan grofweg worden ingedeeld in vier perioden: de klassieke filosofie, de middeleeuwse filosofie, de moderne filosofie en de hedendaagse filosofie.
De westerse filosofie heeft zich niet in volstrekt isolement van andere delen van de wereld ontwikkeld. In de derde eeuw leek Plotinus' idee over de ziel sterk op de hindoeïstische Brahman-Ātman-leer. In de westerse postmoderne filosofie zijn ook duidelijk toenaderingen naar de oosterse filosofie zichtbaar, bijvoorbeeld bij een begrip als deconstructie.

## Klassieke filosofie

De poleis in het klassieke Griekenland in de vijfde eeuw v.Chr.

De westerse filosofie laat men in het algemeen beginnen in de Griekse steden van westelijk Klein-Azië (Ionië), meer in het bijzonder Milete. De vroegste periode, presocratische filosofie, loopt ongeveer vanaf de zevende eeuw tot de vijfde eeuw voor Christus. De presocraten waren vooral natuurfilosofen en baseerden hun filosofie op gegevens uit de natuur. Deze allereerste Griekse denkers staan ook wel bekend als de Milesische natuurfilosofen. Alle Griekse filosofie van voor de tijd van Socrates staat bekend als de presocratische filosofie. Deze filosofie was hoofdzakelijk kosmologisch en kosmogonisch van aard. De presocraten zochten in de eerste plaats naar een fundamentele verklaring voor de natuurverschijnselen die zij om zich heen waarnamen, zoals zons- en maansverduisteringen en de jaarlijks terugkerende overstromingen van de Nijl nadat Sirius was opgekomen. Zij deden daarbij bewust geen beroep op de traditionele oud-Griekse godsdienst. Hun onderzoeksveld was geheel gericht op het uiterlijk waarneembare en het uiteindelijk vinden van de archè, het oerbeginsel. Het omvatte niet alleen wat tegenwoordig filosofie genoemd wordt, maar ook alles wat tegenwoordig wetenschap heet. Van geen van deze vroege schrijvers is een volledig werk bewaard gebleven.
Thales van Milete was een filosoof die actief was rond 585 v.Chr. en de obscure uitspraak "alles is water" naliet. Zijn bekendste studenten waren Anaximenes van Milete ("alles is lucht") en Anaximander ("alles is apeiron", oneindig/onbepaald). De iets jongere Anaximenes zag de lucht als het oerbeginsel, terwijl Pythagoras vermoedelijk (hij heeft zelf niets opgeschreven) de ziel als een op zichzelf staande entiteit zag die onstoffelijk en onsterfelijk was en door middel van zuivering ("katharsis") uit het lichaam bevrijd kon worden. Ook legde Pythagoras de basis voor de getaltheorie en verbond hij kennis van getallen rechtstreeks aan kennis van de werkelijkheid.
Andere denkers en scholen verschenen de volgende eeuwen in heel Griekenland. De belangrijkste ervan waren Heraclitus ("alles is van voorbijgaande aard, maar gehoorzaamt wel aan een 'logos' (ordening)"), Anaxagoras ("de werkelijkheid is zo geordend dat ze wel beheerst moet zijn door geest"), de pluralisten (Empedocles, "de wereld is samengesteld uit vier elementen") en atomisten ("de wereld is samengesteld uit ontelbare interagerende deeltjes"), de Eleaten, Parmenides en Zeno van Elea ("alles is één en verandering is onmogelijk", zoals geïllustreerd door Zeno's bekende paradoxen van beweging), de sofisten (die beweerden dat waarheid relatief is, en die bij Plato een slechte reputatie hadden). Deze hele beweging werd geleidelijk meer geconcentreerd in Athene, dat uitgegroeid was tot de dominante stadstaat van Griekenland. Xenophanes wendde zich uitdrukkelijk af van het Griekse pantheïsme.
Er is veel discussie over de reden waarom nu precies de Atheense cultuur filosofie zou aangemoedigd hebben. Een populaire theorie zegt dat de reden ervan ligt in het feit dat Athene een directe democratie had. Het is bekend uit Plato's geschriften dat veel sofisten in scholen gerespecteerde leden van de samenleving de kunst van het debat aanleerden, en dat ze goed werden betaald door hun studenten. Redenaars beïnvloedden de loop van de Atheense geschiedenis en waren soms verantwoordelijk voor falende ondernemingen, zoals in het geval van de Slag bij Lade. Een andere theorie zoekt de verklaring voor de geboorte van het filosofische debat in Athene in de aanwezigheid van slavenarbeid, waardoor de vrije mannelijke burgers meer (vrije) tijd hadden om zich met andere dingen bezig te houden. Bevrijd van het werken in de velden of andere economische activiteiten, waren zij in staat deel te nemen aan de Atheense vergaderingen en zich gedurende lange perioden te wijden aan de discussies over populaire filosofische vragen. Studenten van de sofisten trachtten van hen de vaardigheden te leren die hen in staat zouden stellen om de Atheense Volksvergadering te kunnen beïnvloeden. In reactie hierop werden de onderwerpen en de argumentatiemethoden sterk ontwikkeld door de sofisten.
Met de bloeitijd van de klassieke filosofie wordt de periode van de vijfde eeuw tot de derde eeuw voor Christus aangeduid. De sleutelfiguur in de transformatie van de Griekse filosofie is Socrates. Naar verluidt zou hij na een bezoekje aan het Orakel van Delphi in de straten en openbare gebouwen van Athene doorgebracht hebben om te onderzoeken of het echt zo was dat niemand in de stad wijzer was dan hij. Zoals het wordt voorgesteld door Plato en Xenophon onderzocht hij op een kritische manier een aantal begrippen die gewoonlijk als probleemloos werden beschouwd. Socrates wees erop dat het vaak aan een heldere definitie ontbrak, en dat bestaande opvattingen contradicties inhielden, of gebaseerd waren op onduidelijke grondregels en overtuigingen. Hij schreef zelf niets, maar inspireerde vele volgelingen, waaronder veel zonen van vooraanstaande Atheense burgers, zoals Plato. Uiteindelijk werd hij aangeklaagd, op de beschuldiging dat zijn filosofie sofisterij was die de vroomheid van de jeugd ondermijnde en de morele kern van Athene aantastte (399 v.Chr.). Hij kreeg de kans om te vluchten, maar verkoos om in Athene te blijven en trouw aan de wetten van Athene de gifbeker met dollekervel (de opgelegde straf) te ledigen.
Socrates' belangrijkste leerling was Plato, de oprichter van de Akademeia van Athene. Hij schreef veel dialogen, waarin hij filosofische problemen onderzocht volgens de socratische methode. Enkele centrale ideeën van Plato's dialogen zijn:
- de theorie van de Ideeën (of Vormen): de geest heeft een aangeboren vermogen om na te denken over concepten die uit een werkelijkheid van hogere orde stammen en die als onveranderlijk en universeel gelden, en kan zich deze kennis weer bewust maken;
- het idee van de onsterfelijke ziel die superieur is aan het lichaam en aan de goden verwant;
- het idee van het kwaad als het ontbreken van kennis;
- het idee dat ware kennis leidt tot ware deugd;
- het idee dat kunst ondergeschikt is aan ethiek;
- het idee dat de samenleving van de stadstaat moet worden beheerst door een klasse van bezitloze filosoof-koningen, die de top van een hiërarchisch model vormen waarin iedere burger naar verdiensten zijn taak krijgt.

In de latere dialogen treedt Socrates minder prominent op, maar Plato maakte voordien waarschijnlijk al gebruik van de figuur van Socrates om ook zijn eigen filosofische gedachten te laten verwoorden. Interessant is dat Plato in zijn beroemdste werk, De Staat (Politeia), de democratie bekritiseert, de tirannie veroordeelt en een drieledige maatschappelijke structuur voorstelt met werkers, wachters en filosofen. Hij verdedigt hier ook als ideaal het opgeven van individueel bezit en volledige dienstbaarheid aan deze ideale staat. Geen onschuldige zou daar ooit ter dood gebracht worden dankzij het streven van de filosoof-koningen naar absoluut geldende waarheid, hun zorg voor het algemeen welzijn en het ontbreken van zelfzuchtige motieven bij deze klasse van regeerders.

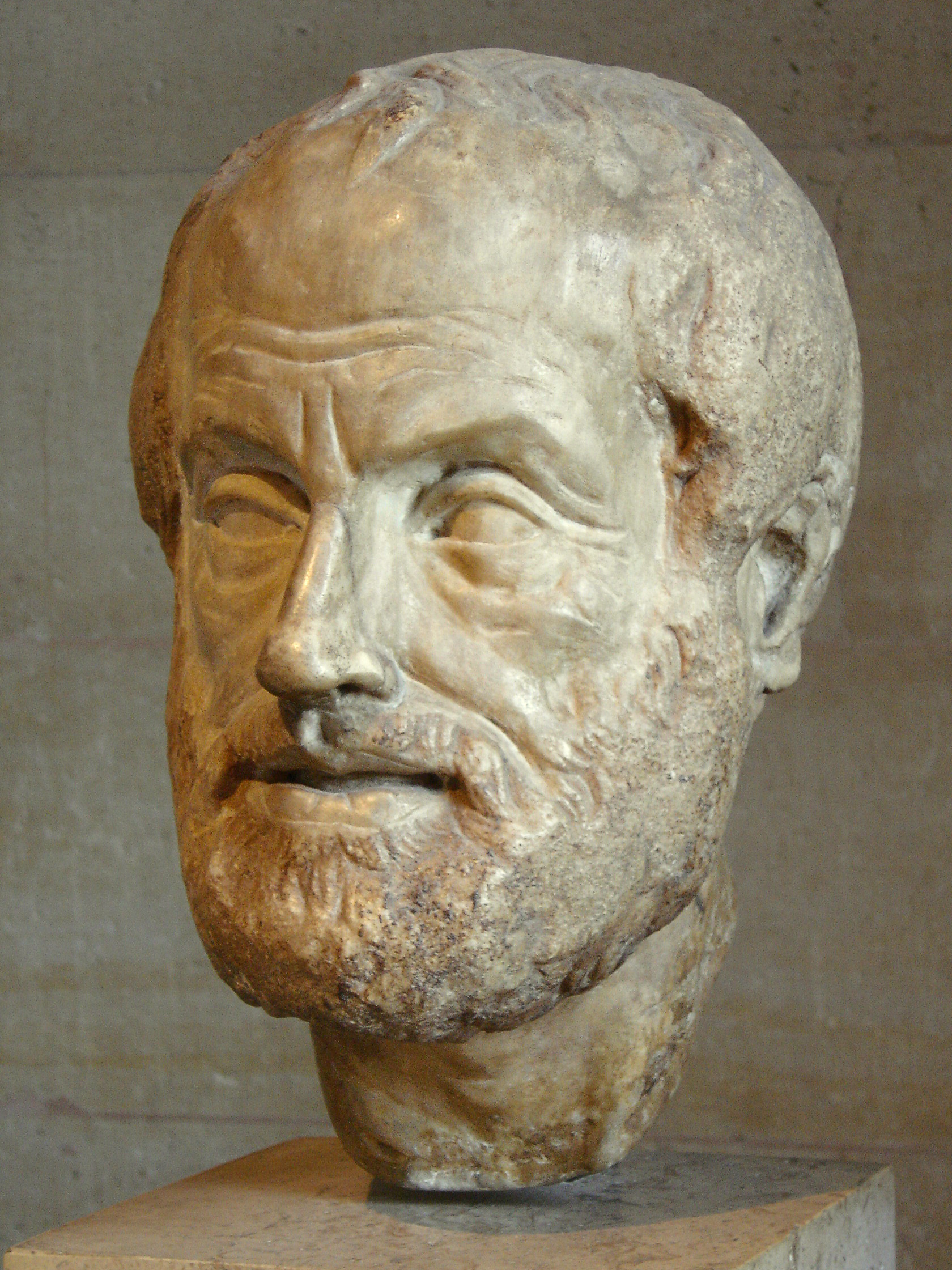
Romeinse kopie van een Grieks beeld van Aristoteles

Plato's belangrijkste leerling was Aristoteles, misschien wel de eerste echte systematische filosoof. De logica van Aristoteles was de eerste vorm van logica die trachtte elk geldig syllogisme te categoriseren. Een syllogisme is een vorm van argument waarvan de geldigheid van de conclusie gegarandeerd wordt door de veronderstelling dat deze vorm van redeneren aanvaard wordt door alle goed opgeleide personen. Een cruciale aanname in de Aristotelische logica is dat het moet gaan om echte objecten. Twee van Aristoteles' syllogismen zijn volgens moderne opvattingen ongeldig. Bijvoorbeeld: "Alle A zijn B. Alle A zijn C. Daarom zijn een aantal B C." Dit syllogisme faalt immers als verzameling A leeg is en B toch echte elementen bevat. In de syllogistische logica van Aristoteles zou dit echter wel gezegd kunnen worden, want zijn logica mag alleen worden gebruikt voor dingen die echt bestaan (geen "lege klassen" dus.)
Een student in de aristotelische logica moest voorafgaand een vrij groot aantal syllogismen uit het hoofd leren. Diagrammen hielpen bij het memoriseren ervan, alsook het leren van een sleutelzin waarbij de eerste letter van elk woord naar de naam van een syllogisme verwees. Elk syllogisme had dus een naam, bijvoorbeeld: "Modus ponens" had de vorm van "Als A waar is, dan is B waar. A is waar, dus is ook B waar." De meeste studenten memoriseerden zijn negentien syllogismen over twee onderwerpen wat hen in de gelegenheid stelde om subject en object op een geldige manier met elkaar te verbinden. Een paar begaafde studenten ontwikkelden systemen met drie onderwerpen, of beschreven een manier om de regels met drie onderwerpen uit te werken.
Aristoteles verwierp echter de Ideeënleer van Plato en daarmee ook de op deze leer gebaseerde verklaringen voor filosofische vraagstukken. In plaats daarvan probeerde hij door middel van empirisch onderzoek naar alternatieve verklaringen te zoeken. Hij analyseerde daarbij onder meer de taal in een poging de structuur van de werkelijkheid te doorgronden, en legde zo de eerste fundamenten voor moderne wetenschappen als de biologie, de scheikunde, de natuurkunde en de politicologie.
De Romeinse filosofen komen eigenlijk pas op in de nabloei van de klassieke filosofie van de derde eeuw tot de eerste eeuw voor Christus. De bekendste Romeinse filosofen zijn Cicero en Seneca. Cicero vormt het begin van een filosofische traditie bij de Romeinen. Hij vertaalde filosofische teksten vanuit het Grieks in het Latijn. Hij kan worden gezien als een eclectisch filosoof zonder een echt eigen systeem. Voor de latere filosoof Seneca staat een kracht die het heelal ordent centraal. Hij noemde deze kracht de rede (ratio), de voorzienigheid (providentia), het noodlot (fatum), de godheid (deus) of de natuur (natura). Zowel Cicero als Seneca borduurden direct voort op de Griekse filosofie, waarbij zij een voorkeur hadden voor de filosofie van de Stoa.

## Middeleeuwse filosofie

### Patristiek

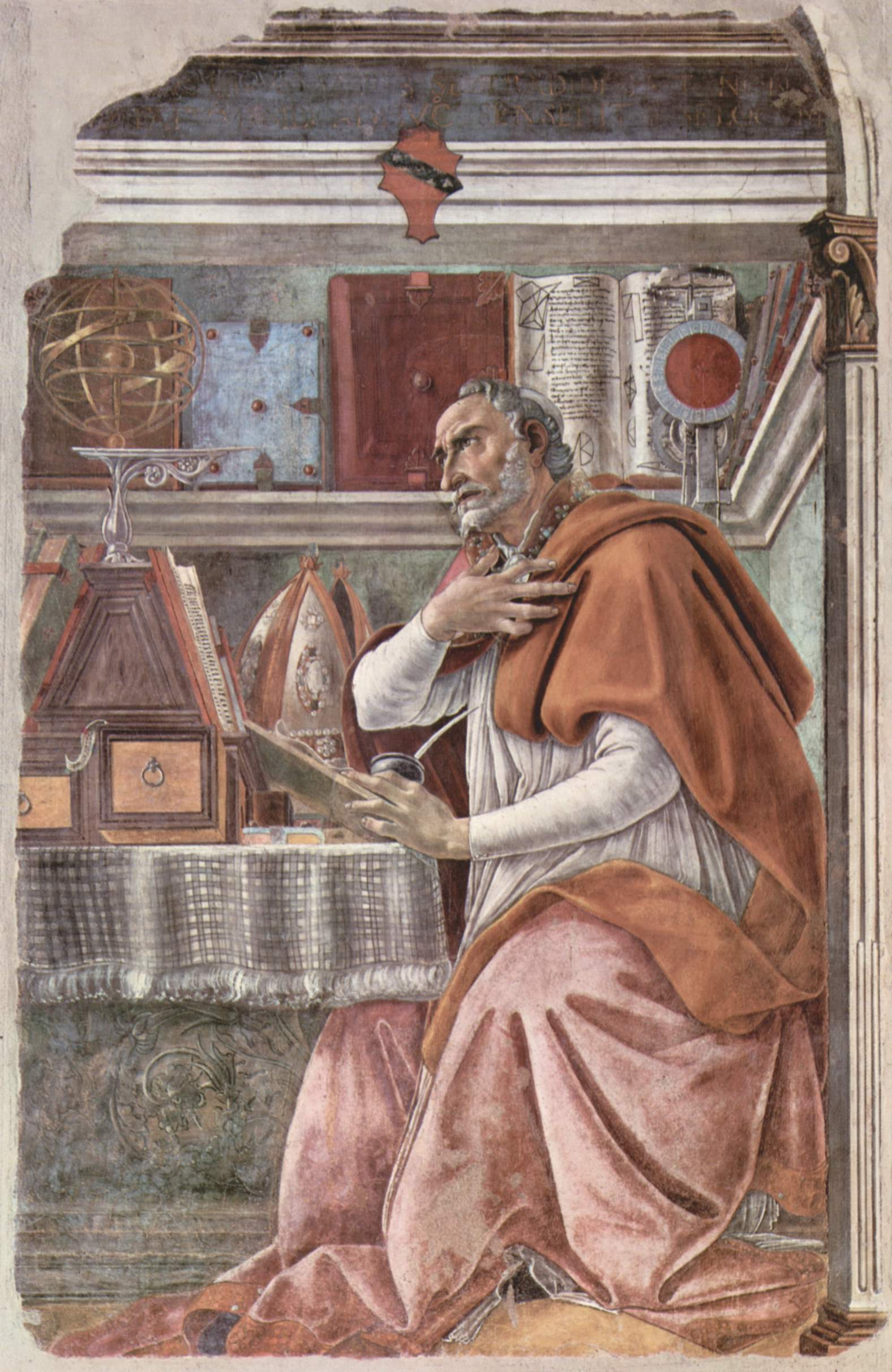
Een fresco van Sandro Botticelli met de Heilige Augustinus

Vanaf de tweede eeuw na Christus ontstaat een nieuwe periode in de westerse filosofie die de patristiek wordt genoemd, de periode van de kerkvaders. De geschiedenis van de filosofie loopt gedurende deze periode enkele eeuwen vrijwel parallel met de ontwikkeling van het christendom. Onder keizer Theodosius I werd in 380 het katholieke christendom de officiële staatsgodsdienst van het West-Romeinse Rijk. Na de val van het West-Romeinse Rijk in 476 blijft de Rooms-Katholieke Kerk zijn invloed in Europa uitbreiden. Veel denkers uit deze periode zijn naar hedendaagse begrippen meer theologen dan filosofen. In een uitspraak die aan Tertullianus wordt toegeschreven, wordt de waarheid van het geloof boven de waarheid van het denken gesteld: "ik geloof, juist omdat het onzinnig is" (Latijn: credo quia absurdum).
Belangrijke thema's voor de filosofie van de patristiek waren enerzijds de verhouding tussen God en de mens en de wereld en anderzijds de waarheid van christendom. Bij deze kwesties werd in de patristiek sterk teruggegrepen op Plato en neoplatonistische denkers als Plotinus.
Aurelius Augustinus was misschien wel de kerkvader met de meeste invloed op de samenleving en de filosofie. In zijn werk Confessiones beschreef hij hoe hij zich tot het katholieke christendom bekeerde. Er is in Augustinus' filosofie geen plaats voor vrije wil. God weet het uiteindelijke oordeel over ieder mens al van tevoren. Volgens Augustinus is de strijd tussen geloof en ongeloof het eigenlijke thema van de wereldgeschiedenis. Na de dogma's van Augustinus is er lange tijd weinig veranderd in de filosofie. Pas met de ontwikkeling van de scholastiek omstreeks het jaar 800 komt hier verandering in.

### Scholastiek

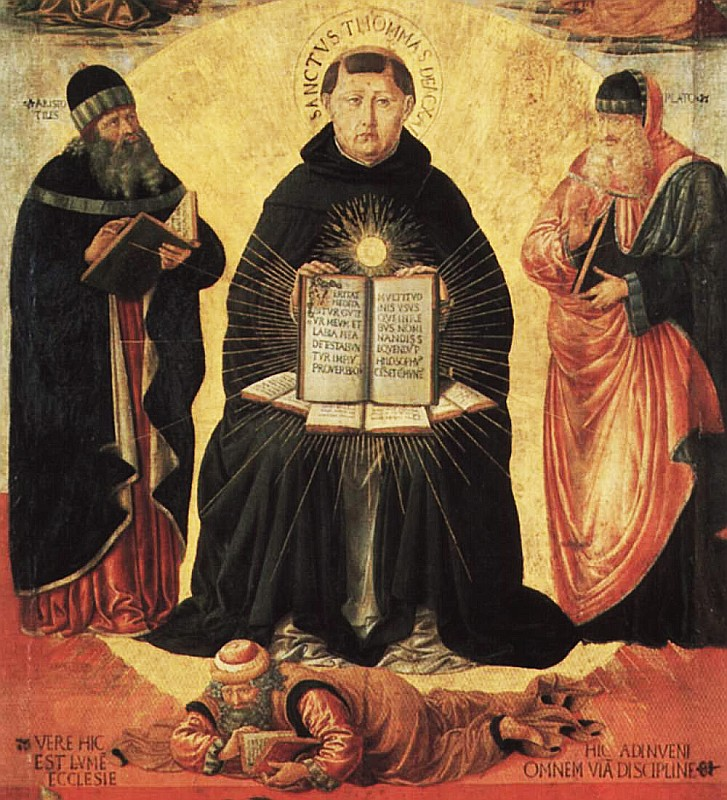
De overwinning van de Heilige Thomas van Aquino op Averroes door Benozzo Gozzoli

De scholastiek is de naam voor de filosofie tijdens de hoge en late middeleeuwen. In het Heilige Roomse Rijk bloeit de West-Europese cultuur enorm op. Er werd aan het hof van Karel de Grote onder leiding van Alcuinus ook filosofie bedreven. In deze periode, die de vroege scholastiek wordt genoemd, brandde de universaliënstrijd los tussen de realisten die geloofden dat de werkelijkheid bestaat uit ideeën en dat de dingen hier uit volgen (Latijn: universalia ante res) en de nominalisten die stelden dat ideeën slechts namen in ons denken zijn die volgen uit de werkelijkheid van de dingen (Latijn: universalia post res). Petrus Abaelardus komt met een oplossing: de ideeën zijn in de dingen (Latijn: universalia in rebus), want voor God zijn de ideeën vóór de dingen en voor de mensen zijn de ideeën na de dingen.
Terwijl men zich in de tijd van de kerkvaders vooral op Plato richtte, werd in de scholastiek Aristoteles een steeds belangrijkere bron van inspiratie. Albertus Magnus schreef als eerste westerling over alle werken van Aristoteles en de commentaren afkomstig van de Arabische filosofen. Zijn leerling Thomas van Aquino is de belangrijkste filosoof van de hoge scholastiek. Hij maakte als eerste een duidelijk onderscheid tussen de bronteksten van Aristoteles en zijn eigen commentaar. De redelijke ziel is, voor Thomas van Aquino, de wezenlijke vorm van het menselijk lichaam, die losstaat van de passieve materie. Kennis is afkomstig van goddelijke ideeën en is zonder subjectieve modificatie objectief en waar. De bovennatuurlijke waarheid (van God) kunnen wij slechts kennen door openbaring.
Filosofen uit de late scholastiek zijn Johannes Duns Scotus, Willem van Ockham en Roger Bacon. Voor de wetenschapsfilosofie is 'Ockhams scheermes' nog steeds van belang. Ockham stelde daarin dat een theorie niet ingewikkelder moet worden gemaakt dan noodzakelijk: "Men moet de zijnden niet zonder noodzaak verveelvoudigen" (Latijn: Entia non sunt praeter necessitatem multiplicanda). Deze stelling staat bekend als Ockhams scheermes.

## Renaissancefilosofie

Desiderius Erasmus door Hans Holbein de Jonge in 1523

Het is in de wijsbegeerte gebruikelijk tussen de middeleeuwse wijsbegeerte en de moderne wijsbegeerte een periode van renaissancefilosofie te onderscheiden. De term 'renaissance' kan overigens verwijzen naar een intellectuele stroming, maar ook naar een periode in de Europese geschiedenis. In Europa was de volgende grote intellectuele stroming de verlichting; deze begon in de zeventiende eeuw.
Vaak wordt ook de wijsbegeerte van de vijftiende eeuw grotendeels als renaissancefilosofie gezien; sommige geleerden onderscheiden een renaissance vanaf ~1350 tot de vroege zeventiende eeuw.
De Renaissance ontstond in de veertiende eeuw in Italië en verbreidde zich over West- en Centraal-Europa. Dit was een wedergeboorte van het erfgoed uit de klassieke oudheid met een sterk werelds karakter. In deze periode ontstaat het humanisme waarin de rede en de verantwoordelijkheid en vrijheid van de mens centraal staan. Een van de bekendste humanisten is de Nederlander Desiderius Erasmus. Hij geeft de Griekse tekst uit van het Nieuwe Testament, daarvoor beschikte hij over een Byzantijnse tekst. Deze versie zou later, uitgegeven door Elzevir, de Textus Receptus gaan heten. (Daarvoor las men uitsluitend de Latijnse vertaling en vertalingen daarvan). Verder schrijft hij in Lof der Zotheid kritisch over kerk en wetenschap.

## Moderne filosofie
De periode in de filosofie na de renaissance wordt de moderne filosofie genoemd, niet te verwarren met de hedendaagse filosofie. De moderne filosofie loopt van de zeventiende tot en met de negentiende eeuw en omvat de de Verlichting en de Romantiek.
In de zestiende en zeventiende eeuw was de kritische houding die de humanisten hebben ook te vinden bij wetenschappers als Galileo Galilei. Over de vraag wat als grond van kennis kan dienen verschilden de wetenschappers en ook de filosofen sterk van mening. De empiristen, zoals Francis Bacon en David Hume, stelden dat alle ware kennis tot ervaring moet kunnen worden herleid, terwijl de rationalisten, zoals René Descartes en Gottfried Leibniz, stelden dat de mens beschikt over ideeën en zekerheden die niet aan ervaringen kunnen worden getoetst. Met de woorden cogito ergo sum (Nederlands: 'ik denk dus ik besta') wordt duidelijk hoe belangrijk het verstand is voor Descartes: een mens kan aan alles twijfelen, maar zeker is dat hij twijfelt en dus bestaat.

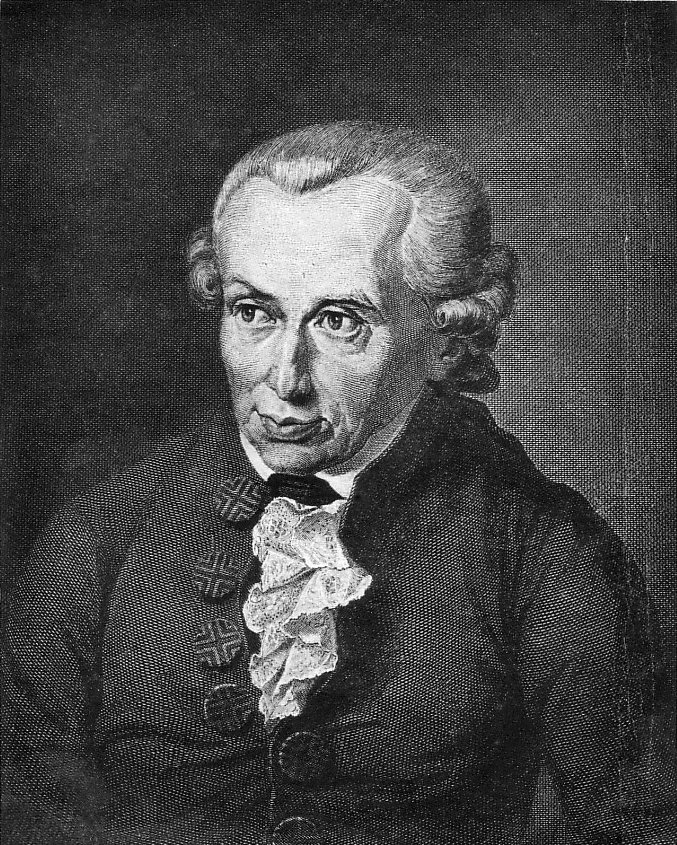
Gravure van Immanuel Kant door J.L. Raab in 1781

Immanuel Kant kwam met een oplossing voor het filosofische conflict tussen empiristen en rationalisten: verstand en waarneming zijn volgens hem onlosmakelijk met elkaar verbonden. De verstandsvormen ruimte en tijd zijn voor Kant a priori bij de mens aanwezig, maar zijn op zichzelf leeg. De waarnemingen zijn op zichzelf vormloos, maar krijgen door het verstand hun vorm. In een pamflet uit 1784 over de vraag wat Verlichting (Duits: Aufklärung) is, schrijft hij dat de mens de moed moet hebben om zijn verstand te gebruiken (Latijn: Sapere aude!). In de hedendaagse filosofie is Kants invloed ook op andere filosofische vakgebieden, zoals ethiek en esthetica, nog steeds groot.
In de Romantiek van de negentiende eeuw waren er twee invloedrijke dialectische filosofen, eerst Georg Hegel en daarna Karl Marx. De dialectiek in het werk van Hegel wordt gezien als een voortzetting van de filosofie van Kant en Fichte: de filosofie is een eindeloos proces van these, antithese en synthese, waarin geen echte waarheid wordt gevonden, maar waarbij de gevonden waarheid wel steeds dieper wordt. Hegel beschouwt zijn fenomenologie van de geest als de synthese zijnde van al het voorgaande. Terwijl Hegel stelde dat de ideeën van mensen de geschiedenis bepalen, beweerde Marx dat het materiële verhoudingen, namelijk de verhouding tussen arbeid en kapitaal zijn die aan deze ideeën ten grondslag liggen. Uit het marxisme is later het communisme voortgekomen.
Andere filosofen uit de Romantiek zijn Søren Kierkegaard, Arthur Schopenhauer en Friedrich Nietzsche, al worden zij soms ook al tot de hedendaagse filosofie gerekend. Nietzsche werd in belangrijke mate beïnvloed door Schopenhauer. In 1882 schreef Nietzsche de woorden "God is dood", waarmee hij niet zegt dat God niet bestaat, maar dat de mensen de God van de traditionele religie 'vermoord' hebben, waardoor de mens op zichzelf is teruggeworpen. In zijn literair-filosofische boek Aldus sprak Zarathoestra beschreef Nietzsche hoe de mens kan worden gezien als slechts een fase tussen aap en übermensch en dat de mens uiteindelijk nog 'groter' moet worden.

## Hedendaagse filosofie
De aanvang van de hedendaagse filosofie ofwel contemporaine filosofie wordt in het algemeen rond 1900 gedateerd. Binnen de hedendaagse filosofie wordt weleens onderscheid gemaakt tussen de Angelsaksische traditie, ontstaan in de eerste plaats in het Verenigd Koninkrijk en de Verenigde Staten, en de continentale traditie, ontstaan op het Europese continent in vooral Duitsland en Frankrijk. Daarnaast zijn er ook nog andere stromingen, zoals het pragmatisme en procesfilosofie, en bepaalde particuliere filosofen zoals Ayn Rand die niet onder deze opdeling vallen.

### Angelsaksische traditie
De analytische of Angelsaksische traditie ontstond uit het werk van Gottlob Frege, Bertrand Russell en G.E. Moore. Zij ontwikkelden een nieuwe methode met veel aandacht voor de rol van taal en logica. Verder was ook het logisch positivisme van de Wiener Kreis met onder anderen Rudolf Carnap en Moritz Schlick, al waren deze Oostenrijkers geheel continentaal van afkomst.
Een andere cruciale figuur is de filosoof Ludwig Wittgenstein, die in zijn latere werk met deze vroege analytische filosofie brak en een nieuwe richting aan de analytische filosofie gaf, namelijk die van de ordinary language philosophy. In deze fase verlegden een reeks filosofen, onder wie John Austin, Gilbert Ryle en natuurlijk Wittgenstein zelf, de aandacht van logica en formele talen naar de alledaagse taal. Men probeerde hier de klassieke filosofische problemen te ontmaskeren als pseudoproblemen door te wijzen op het verkeerd gebruik van termen in de filosofie.
Deze ambitie werd uiteindelijk opgegeven. De analytische wijsbegeerte is sindsdien gefragmenteerd in verschillende deeldisciplines, zoals de filosofie van de geest, de epistemologie en de wetenschapsfilosofie. Kenmerkend is ook dat bepaalde vakgebieden, zoals de metafysica of de godsdienstfilosofie weer ten tonele verschijnen. Ze werden door vroegere analytische filosofen zoals Russell afgedaan als obscuur en zinloos. Cruciaal in deze heropleving speelde onder andere het werk van W.V.O. Quine, met zijn kritiek op het logisch positivisme en David K. Lewis en de bijhorende impuls in de modale logica. Verdere belangrijke hedendaagse filosofen zijn Noam Chomsky, Donald Davidson, Daniel Dennett, Saul Kripke en Thomas Nagel.
Er zijn daarnaast ook bepaalde analytische filosofen zoals Robert Brandom en Richard Rorty die pleiten voor een toenadering tot de continentale filosofie, en ze willen dus het verschil tussen beide opheffen.

### Continentale traditie

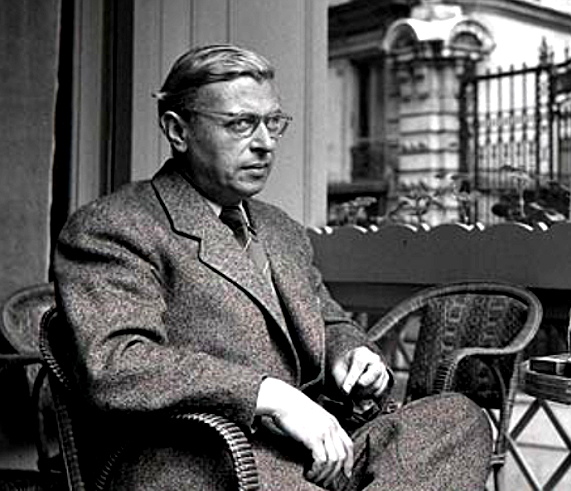
De Fransman Jean-Paul Sartre geldt als een van de bekendste hedendaagse filosofen

Het ontstaan van de continentale filosofie wordt vaak geassocieerd met dat van de fenomenologie, die haar oorsprong vindt in het werk van Edmund Husserl. Het is een voor zich laten spreken van de fenomenen, waarbij de intuïtieve ervaring een belangrijke rol speelt. Deze fenomenologie is verder uitgewerkt door filosofen als Maurice Merleau-Ponty en Martin Heidegger, iets dat ook zal resulteren in het existentialisme. Heidegger gebruikt de term Dasein tegenover Kants Ding an sich waarmee hij aangeeft dat de fenomenen er op wezenlijke manier zijn voor de mens. De mens is met andere woorden een wezen dat meteen met zijn directe omgeving vertrouwd is. Breder typeert hij de mens of het Dasein als een "in-de-wereld-zijn": de mens is altijd al geworpen in de wereld (hij kiest niet voor zijn bestaan) en kan niet zonder de wereld of zijn leefwereld (Lebenswelt) gedacht worden. Merleau-Ponty zal op zijn beurt wijzen op de nauwe band tussen de mens en zijn lichaam; ook deze kunnen niet zonder elkaar gedacht worden. Bij Emmanuel Levinas zijn het Ik en de Ander dan weer onlosmakelijk met elkaar verbonden. De Ander of Alteriteit is een onophefbaar anders-zijn waar het subject dus nooit zijn greep op kan hebben. Levinas leverde hiermee kritiek op de westerse filosofie, waarin volgens hem al sinds de oude Grieken geen plek is voor anders-zijn.
De fenomenologie bracht in de twintigste eeuw een nieuwe existentialistische filosofie voort, in navolging van de filosofie van Søren Kierkegaard en Friedrich Nietzsche. Het unieke van de individuele mens staat in deze filosofie centraal. Een kernfiguur hierin is de Franse filosoof Jean-Paul Sartre, die hierbij de volle nadruk legt op de vrijheid en de verantwoordelijkheid van ieder individu. Iemand als Albert Camus zal dan weer zijn absurdistische variant van deze filosofie uitwerken.
In de jaren 60 kwam het structuralisme op, met Claude Lévi-Strauss en Louis Althusser als voornaamste vertegenwoordigers. Deze filosofie bouwde voort op het werk van Ferdinand de Saussure en diens semiotiek, en stelde dat grote delen van het menselijk leven bepaald worden door onbewuste maatschappelijke structuren. Uiteindelijk werd dit project opgegeven, en maakte plaats voor het poststructuralisme.
Twee belangrijke vertegenwoordigers van dit poststructuralisme zijn Michel Foucault en Jacques Derrida. Deze filosofie incorporeerde wel bepaalde elementen van het structuralisme, zoals de sterke nadruk op de bepaaldheid van de mens door zijn sociale milieu. In een bredere context hangt dit poststructuralisme samen met de opkomst van de postmoderne filosofie, zoals uiteengezet door Jean-François Lyotard in de jaren zeventig. Centraal hierin staat de relativiteit van het menselijk standpunt en de erkenning van het onherleidbare Andere in de wereld en in de medemens. Andere filosofen zijn Hans-Georg Gadamer, grondlegger van de filosofische hermeneutiek, en Gilles Deleuze die een eigenzinnige metafysica uitwerkt.
Nog niet vermelde stromingen binnen de continentale filosofie zijn de politiek linksgeoriënteerde Frankfurter Schule, voortbouwend op neomarxistische maatschappijkritiek, en de feministische filosofie. De Frankfurter Schule, met filosofen als Theodor Adorno en Jürgen Habermas, probeerde een Kritische Theorie op te stellen waarin ze bestaande maatschappelijke structuren bekritiseerde en er een alternatief voor formuleerde. De feministische filosofie, met Simone de Beauvoir en Judith Butler leverde kritiek op de te sterke nadruk op de man in de moderne maatschappij en in bredere zin zelfs op het gehele onderscheid tussen man en vrouw.

## Aanbevolen naslagwerken
- Geschiedenis van de Filosofie (H.J. Storig)
- Geschiedenis van de westerse filosofie (Bertrand Russell)
- A History of Philosophy (Frederick Copleston S.J.)